# The Rocket (film)
Pour l’article homonyme, voir Rocket.
Pour plus de détails, voir Fiche technique et Distribution.
The Rocket est un film australien écrit et réalisé par Kim Mordaunt et sorti en 2013.
Il est sélectionné pour représenter l'Australie aux Oscars du cinéma 2014 dans la catégorie meilleur film en langue étrangère.

## Synopsis
Un jeune garçon a la réputation d'apporter le mauvais œil sur son entourage. Sa famille est contrainte de déménager au Laos. Après une série de calamités pendant le voyage à travers un pays ravagé par la guerre, il veut prouver au monde qu'il n'est pas maudit. Il construit donc une fusée géante pour la compétition la plus dangereuse et excitante de l'année : la fête des fusées.

## Fiche technique
- Titre : The Rocket
- Réalisation : Kim Mordaunt
- Scénario : Kim Mordaunt
- Photographie : Andrew Commis
- Pays d’origine : Australie
- Genre : Drame
- Langue : lao
- Durée : 96 minutes
- Dates de sortie :
  -  Allemagne : 10 février 2013 (Berlinale 2013)
  -  Australie : 8 juin 2013

## Distribution
- Sitthiphon Disamoe : Ahlo
- Loungnam Kaosainam : Kia
- Suthep Po-ngam : Purple
- Bunsri Yindi : Taitok
- Sumrit Warin : Toma
- Alice Keohavong : Mali

## Distinctions
Note : sauf mention contraire, les informations ci-dessous sont issues de la page Awards du film sur l'Internet Movie Database.

### Récompenses
- Festival du film de Berlin 2013 : (sélection « Generation Kplus »)
  - Ours de cristal
  - Prix du meilleur premier film pour Kim Mordaunt
  - Prix Amnesty International
- Festival international du film de Leeds 2013 : Audience Award du meilleur film
- AFI Fest 2013 : Prix du public du meilleur film international
- Festival international du film de Melbourne 2013 : People's Choice Award du meilleur film
- Festival du film de Sydney 2013 : Audience Award du meilleur film
- Festival du film de Tribeca 2013[3] :
  - Meilleur film (« The Rocket est une réussite spectaculaire, à la fois puissante et délicieuse. Magistralement structuré et superbement réalisé, il raconte la lutte d'une famille déplacée tout en restant éloigné du sentimentalisme ou du désespoir. Complexe dans son ambiance et ses personnages, le film porte un regard inflexible – et édifiant – sur les souffrance causées à la fois par l'héritage de la guerre et par le nouveau statu quo de la mondialisation économique. Et malgré cela, sans jamais perdre de vue ces sinistres réalités, il nous offre aussi un conte sur l'espoir et la persévérance dans un monde qui peu d'occidentaux ont eu la chance de découvrir[4] »)
  - Meilleur acteur pour Sitthiphon Disamoe (« l'un des plus grands plaisirs de cette année a été la découverte de ce jeune acteur non professionnel, qui joue son rôle avec un irrésistible mélange de courage, de détermination stoïque et de vulnérabilité. Sitthiphon Disamoe porte une grosse et ambitieuse production sur ses petites épaules, avec du charme et de la grâce à revendre[5] »)
  - Prix du public
- Australian Writers' Guild Awards 2013 : meilleur scénario original pour Kim Mordaunt

- AACTA Awards 2014 : meilleur scénario original pour Kim Mordaunt
- Festival international du film de Dublin 2014 : meilleur premier film

### Nominations et sélections
- Festival international du film des Hamptons 2013
- Festival international du film de Vancouver 2013
- Australian Screen Editors Awards 2013 : Avid Award du meilleur montage pour Nick Meyers

- Festival international du film de Palm Springs 2014
- AACTA Awards 2014 :
  - Meilleur film
  - Meilleur réalisateur pour Kim Mordaunt
  - Meilleur acteur pour Sitthiphon Disamoe
  - Meilleur acteur dans un second rôle pour Thep Phongam
  - Meilleure actrice dans un second rôle pour Alice Keohavong
  - Meilleurs décors pour Pete Baxter
  - Meilleurs costumes pour Woranun Pueakpun et Sylvia Wilczynski
  - Meilleure photographie pour Andrew Commis
  - Meilleur montage pour Nick Meyers
  - Meilleur son pour Nick Meyers
  - Meilleure musique de film pour Caitlin Yeo